# Piedra Pesada
Piedra Pesada es una localidad del estado mexicano de Jalisco. Es parte del municipio de Casimiro Castillo.

## Demografía
| Censo | Población |
| ----- | --------- |
| 2010  | 1 251     |
| 2020  | 1 110     |